# Coppa Intercontinentale di skeleton 2018
La Coppa Intercontinentale di skeleton 2018 è stata l'undicesima edizione del circuito mondiale di secondo livello dello skeleton, manifestazione organizzata dalla Federazione Internazionale di Bob e Skeleton; è iniziata il 4 novembre 2017 a Whistler, in Canada, e si è conclusa il 13 gennaio 2018 ad Altenberg, in Germania. Vennero disputate sedici gare: otto per le donne e altrettante per gli uomini in quattro differenti località.
Vincitori dei trofei, conferiti agli atleti classificatisi per primi nel circuito, sono stati la canadese Lanette Prediger nel singolo femminile e il tedesco Felix Keisinger in quello maschile.

## Calendario
| Località     | Data                | Donne | Uomini |
| ------------ | ------------------- | ----- | ------ |
| Whistler     | 4–5 novembre 2017   | ●●    | ●●     |
| Calgary      | 12–13 novembre 2017 | ●●    | ●●     |
| Sankt Moritz | 4–5 gennaio 2018    | ●●    | ●●     |
| Altenberg    | 12–13 gennaio 2018  | ●●    | ●●     |
| Totale       | Totale              | 8     | 8      |

## Risultati

### Donne
| Data             | Località     | Prime classificate          | Seconde classificate        | Terze classificate           |
| ---------------- | ------------ | --------------------------- | --------------------------- | ---------------------------- |
| 4 novembre 2017  | Whistler     | Anna Fernstädt Germania     | Lanette Prediger Canada     | Marina Gilardoni Svizzera    |
| 5 novembre 2017  | Whistler     | Lanette Prediger Canada     | Madison Charney Canada      | Marija Orlova Russia         |
| 12 novembre 2017 | Calgary      | Anna Fernstädt Germania     | Madison Charney Canada      | Lanette Prediger Canada      |
| 13 novembre 2017 | Calgary      | Anna Fernstädt Germania     | Madison Charney Canada      | Kimberley Murray Regno Unito |
| 4 gennaio 2018   | Sankt Moritz | Janine Becker Germania      | Katie Uhlaender Stati Uniti | Ol'ga Potylicyna Russia      |
| 5 gennaio 2018   | Sankt Moritz | Katie Uhlaender Stati Uniti | Sophia Griebel Germania     | Alina Tararyčenkova Russia   |
| 12 gennaio 2018  | Altenberg    | Sophia Griebel Germania     | Lelde Priedulēna Lettonia   | Hannah Neise Germania        |
| 13 gennaio 2018  | Altenberg    | Sophia Griebel Germania     | Lelde Priedulēna Lettonia   | Janine Becker Germania       |

### Uomini
| Data             | Località     | Primi classificati             | Secondi classificati           | Terzi classificati             |
| ---------------- | ------------ | ------------------------------ | ------------------------------ | ------------------------------ |
| 4 novembre 2017  | Whistler     | Kilian von Schleinitz Germania | Pavel Kulikov Russia           | Felix Keisinger Germania       |
| 5 novembre 2017  | Whistler     | Kilian von Schleinitz Germania | Felix Keisinger Germania       | Michael Zachrau Germania       |
| 12 novembre 2017 | Calgary      | Felix Keisinger Germania       | Marcus Wyatt Regno Unito       | Kilian von Schleinitz Germania |
| 13 novembre 2017 | Calgary      | Felix Keisinger Germania       | Michael Zachrau Germania       | Kilian von Schleinitz Germania |
| 4 gennaio 2018   | Sankt Moritz | Felix Keisinger Germania       | John Daly Stati Uniti          | Jack Thomas Regno Unito        |
| 5 gennaio 2018   | Sankt Moritz | Felix Keisinger Germania       | Kilian von Schleinitz Germania | John Daly Stati Uniti          |
| 12 gennaio 2018  | Altenberg    | Felix Keisinger Germania       | Michael Zachrau Germania       | Kilian von Schleinitz Germania |
| 13 gennaio 2018  | Altenberg    | Kilian von Schleinitz Germania | Michael Zachrau Germania       | Felix Keisinger Germania       |

## Classifiche

### Donne
| Pos. | Nome atleta      | Nazione     | WHI-1 | WHI-2 | CAL-1 | CAL-2 | STM-1 | STM-2 | ALT-1 | ALT-2 | Totale |
| ---- | ---------------- | ----------- | ----- | ----- | ----- | ----- | ----- | ----- | ----- | ----- | ------ |
| 1    | Lanette Prediger | Canada      | 2     | 1     | 3     | 4     | 6     | 10    | 6     | 6     | 764    |
| 2    | Janine Becker    | Germania    | 14    | 8     | 6     | 11    | 1     | 4     | 4     | 3     | 706    |
| 3    | Madison Charney  | Canada      | 8     | 2     | 2     | 2     | 15    | 16    | 14    | 10    | 638    |
| 4    | Ol'ga Potylicyna | Russia      | 5     | 6     | 11    | 10    | 3     | 13    | 8     | 9     | 638    |
| 5    | Megan Henry      | Stati Uniti | 11    | 12    | 15    | 12    | 8     | 5     | 10    | 8     | 572    |
| 6    | Marija Orlova    | Russia      | 6     | 3     | 9     | 9     | -     | -     | 5     | 4     | 530    |
| 7    | Anne O'Shea      | Stati Uniti | 4     | 7     | 8     | 7     | -     | -     | 7     | 7     | 512    |
| 8    | Gracie Clapp     | Stati Uniti | 13    | 11    | 12    | 16    | 10    | 12    | 11    | 11    | 512    |
| 9    | Kimberley Murray | Regno Unito | DNF   | DNS   | 4     | 3     | 11    | 7     | 9     | 13    | 486    |
| 10   | Jaclyn LaBerge   | Canada      | 7     | 16    | 7     | 6     | 21    | 17    | 16    | 14    | 483    |

### Uomini
| Pos. | Nome atleta           | Nazione  | WHI-1 | WHI-2 | CAL-1 | CAL-2 | STM-1 | STM-2 | ALT-1 | ALT-2 | Totale |
| ---- | --------------------- | -------- | ----- | ----- | ----- | ----- | ----- | ----- | ----- | ----- | ------ |
| 1    | Felix Keisinger       | Germania | 2     | 2     | 1     | 1     | 1     | 1     | 1     | 3     | 922    |
| 2    | Kilian von Schleinitz | Germania | 1     | 1     | 3     | 3     | 15    | 2     | 3     | 1     | 828    |
| 3    | Michael Zachrau       | Germania | 4     | 3     | 4     | 2     | 6     | 8     | 2     | 2     | 792    |
| 4    | Evgenij Rukosuev      | Russia   | 7     | 5     | 9     | 7     | 9     | 13    | 6     | 7     | 644    |
| 5    | Pavel Kulikov         | Russia   | 2     | 9     | 7     | 5     | -     | -     | 4     | 4     | 554    |
| 6    | Evan Neufeldt         | Canada   | 5     | 10    | 6     | 10    | 27    | 18    | 14    | 11    | 504    |
| 7    | Ivo Šteinbergs        | Lettonia | 21    | 13    | 14    | 12    | 10    | 21    | 5     | 5     | 498    |
| 8    | Marco Rohrer          | Svizzera | 22    | 21    | 17    | 19    | 4     | 4     | 18    | 14    | 428    |
| 9    | Dorin Velicu          | Romania  | 16    | 18    | 23    | 18    | 7     | 16    | 13    | 9     | 421    |
| 10   | Egor Veselov          | Russia   | 13    | 8     | 13    | 11    | -     | -     | 12    | 10    | 404    |